# ARts
aRts (acrònim de "analog Real time synthesizer), és una aplicació que simula un sintetitzador analògic de temps real sota KDE/Linux. Un dels components clau d'aRts és el sistema de so que mescla diferents sons en temps real. El sistema de so, també anomenat aRtsd (d ve de Dimoni) és també utilitzat com a sistema de so estàndard per KDE. El sistema de so no depèn de KDE i es pot usar en altres projectes. És el competidor directe de JACK Audio, un altre sistema de so en temps real.
La Plataforma aRts també inclou l'aRts Builder - una aplicació per crear planificacions pròpies i configuracions per mescladors de so, seqüenciadors, sintetitzadors i altres mitjançant la interfície gràfica.

## Futur d'aRts
El 2 de desembre de 2004 el creador d'aRts i el seu programador principal, Stefan Westerfeld, va anunciar que abandonava el projecte a causa de la varietat de desenvolupament fonamental i a motius tècnics amb aRts.
Pel KDE 4 els programadors planegen substituir aRts per una nova API multimedia, coneguda com a Phonon. El Phonon oferirà una interfície comuna pels altres sistemes, com el GStreamer o Xine.